# 日立市立中里小中学校
日立市立中里小中学校（ひたちしりつなかさとしょうちゅうがっこう）は、茨城県日立市東河内町1953-1にある日立市立義務教育学校。

## 概要
中里小中学校は、日立市立中里小学校・中里中学校を統合し、2022年4月に開校した。
統合前の中里小学校及び、中里中学校は、小規模特認校制度を2013年4月から実施し、2017年4月には併設型学校として位置づけられていた。
また、独自のコミュニケーション科という教科があり、コミュニケーション力の育成を目指している。

## 沿革

### 年表
- 1900年7月10日 - 中里小学校が設立される[8]。
- 1947年5月3日 - 中里中学校が設立される[9]。
- 1955年 - 中里村と日立市が合併し、新日立市が誕生[10]。
- 1967年3月31日 - 中里小学校が日立市立中深荻小学校を吸収統合する[11]。
- 1971年3月31日 - 中里小学校が日立市立入四間小学校を吸収統合する[11]。
- 2013年4月1日 - 中里小学校・中学校で小規模特認校制度を実施する[12]。
- 2017年4月1日 - 中里小学校と中学校が併設型学校に位置付けられる[13]。
- 2021年
  - 8月11日 - 中里小・中学校統合準備委員会が設置される[14]。
  - 10月13日 - 統合準備委員会が、新校の名称を「日立市立中里小中学校」に決定[14]。
  - 12月17日 - 「日立市立学校設置条例」一部改正案が日立市議会で可決[15][16]。
- 2022年
  - 2月28日 - 中里中学校新校舎が完成[17]。
  - 3月17日 - 中里小・中学校統合準備委員会が活動を終了[14]。
  - 3月31日 - 日立市立中里小学校及び日立市立中里中学校が廃校となる[17]。
  - 4月1日 - 茨城県県北地域初の義務教育学校として日立市立中里小中学校が開校[17][18]。
  - 4月6日 - 開校式が挙行される[18]。

## 教育方針
（出典：）
学校教育目標
ふるさと中里を愛し、夢や希望をもって未来を切り拓く児童生徒の育成
組織目標
ICTを活用して主体的に学ぶ授業を構築し、確かな学力の向上を図る。
一人一人が目標をもち、ともに努力し合える集団をつくる。
～めざす15歳の姿～
社会の中で活躍するためのスキルを身に付け、自ら解決していこうとする意欲をもち、 夢や希望をもって未来を切り拓き、よりよく生きようとする。

## 学校行事
2022年度・2023年度学校行事一覧より
- 4月
  - 始業式・後期課程編入式
  - 入学式
  - 全国学力・学習状況調査
  - 1年生を迎える会
- 5月
  - 県北地区陸上競技会
  - 5・6年生日光紀行
- 6月
  - 9年京都・奈良の旅
  - 市内総体壮行会
  - 市内総体
  - 救命講習
- 7月
  - 校外学習
  - 終業式
  - 県北地区吹奏楽コンクール
- 8月
  - 8年職場体験学習

- 9月
  - 始業式
  - 県北地区新人陸上競技会
- 10月
  - 中里地区合同体育祭
  - 新人戦壮行会
  - 県北地区新人戦
- 11月
  - 澄水祭
- 12月
  - 地域防災訓練
  - 生徒会役員選挙
  - 終業式

- 1月
  - 始業式
- 2月
  - 4年校外学習
- 3月
  - 6年生ありがとう集会
  - 9年生を送る会
  - 卒業証書授与式
  - 修了式

## 部活動（後期課程）
（出典：）
- 卓球部
- 吹奏楽部

## 通学区域
（出典：）
- 日立市入四間町（木の根坂、緑ヶ丘、牧場ヶ丘、藤見沢、向陽台以外）
- 日立市下深荻町
- 日立市中深荻町
- 日立市東河内町

※ただし小規模特認校を実施しているため、1学年10名程度は日立市内のどこからでも転入学できる。日立駅からのスクールバスも運行されている。

## 学区内の主な施設
- 日立市役所西部支所
- 中里交流センター
- 中里スポーツ広場
- 奥日立きららの里